# Lycaena younghusbandi
Lycaena younghusbandi är en fjärilsart som beskrevs av Henry John Elwes 1906. Lycaena younghusbandi ingår i släktet Lycaena och familjen juvelvingar. Inga underarter finns listade i Catalogue of Life.